# Lysimachia fooningensis
Lysimachia fooningensis är en viveväxtart som beskrevs av Cheng Yih Wu. Lysimachia fooningensis ingår i släktet lysingar, och familjen viveväxter. Inga underarter finns listade i Catalogue of Life.